# Namori Diaw
Namori Diaw (30 dicembre 1994) è un calciatore mauritano, poritere del Tevragh-Zeïna e della nazionale mauritana.

## Carriera

### Club
Ha giocato 4 partite nella Coppa della Confederazione CAF.

### Nazionale
Ha esordito con la nazionale mauritana il 24 marzo 2018 disputando l'amichevole vinta 2-0 contro la Guinea.
È stato convocato per disputare la Coppa d'Africa 2019.